# محمد بن سعد السالم
محمد بن سعد السالم مدير جامعة الإمام محمد بن سعود الإسلامية الأسبق، وعضو مجلس الشورى السعودي.

## مولده وتعليمه
ولد محمد بن سعد بن عبد العزيز السالم عام 1363 هـ الموافق 1944 في محافظة المويه التابعة لمنطقة مكة المكرمة غرب المملكة العربية السعودية، حصل على شهادة الدكتوراه في التربية من جامعة كاليفورنيا فرع سانتا باربرا تخصص الإدارة التعليمية.

## أعماله
عمل السالم أستاذ مساعد بقسم التربية بكلية العلوم الاجتماعية بجامعة الإمام محمد بن سعود الإسلامية، ثم عمل وكيل قسم التربية لمدة عام، فمدير عام البعثات والعلاقات الخارجية بجامعة الإمام محمد بن سعود الإسلامية، وعميد شؤون المعاهد في الخارج بجامعة الإمام محمد بن سعود الإسلامية عام 1403 هـ، ثم عمل أمين عام جامعة الإمام محمد بن سعود الإسلامية عام 1405 هـ، بالإضافة لتوليه منصب أمين عام مجلس التعليم العالي عام 1414 هـ، عمل بعدها مدير جامعة الإمام محمد بن سعود الإسلامية من عام 1419 هـ حتى عام 1428 هـ، كما عمل رئيس مجلس أمناء مكتبة الملك فهد الوطنية عام 1429 هـ.